# 2007年のNBAファイナル
2007年のNBAファイナル（2007ねんのNBAファイナル、2007 NBA Finals）とは、2006年から2007年にかけてのNBAのシーズンに関する全米チャンピオンを決定するシリーズ（NBAファイナル）である。7戦制のシリーズが西カンファレンス優勝チームサンアントニオ・スパーズと、東カンファレンス優勝チームクリーブランド・キャバリアーズの間で行われ、サンアントニオ・スパーズが4連勝でクリーブランド・キャバリアーズを下した。本シリーズは、クリーブランドのNBAファイナル初出場で、サンアントニオは4回目の出場であった。

## 背景

### サンアントニオ・スパーズ
スパーズは、2006-07シーズンに「リベンジ」を目標として臨んだ。前シーズンプレーオフ2回戦では、第7戦のホームでの試合で、ライバルダラス・マーベリックスとの試合を落とし深い失望に沈んだ。新シーズンが開始すると、マーベリックスは、レギュラーシーズンで波にのってシーズン67勝というチーム新記録を達成した。一方で、スパーズは1月になるまでレギュラーシーズンを勢いに乗れずに戦っていた。ダラスやフェニックス・サンズに注目が集まる中で、スパーズはこのシーズンもあまり表舞台に立っていなかった。しかし、スパーズはシーズン後半に集中的に攻勢をかけ、58勝24敗のレギュラーシーズン成績で西カンファレンス3位という成績を残した。
プレーオフ1回戦で、スパーズは、アレン・アイバーソンとカーメロ・アンソニーを擁するデンバー・ナゲッツと対戦した。ナゲッツが、第1戦を制したもののスパーズは続く4戦を連勝して2回戦に進出した。サンアントニオが、次に第2シードのフェニックス・サンズと対戦する準備をしているころ、第1シードのダラス・マーベリックスは、ゴールデンステート・ウォリアーズにまさかの敗北を喫していた。マブスが敗退したことで、サンズとスパーズの対戦の重みはいや増し、両者の評価は互角で、論議を呼ぶシリーズとなった。
プレーオフ2回戦では、シーズン成績が上位であったサンズがホームコート・アドバンテージを有していた。しかし、それも第1試合が終わるまでの話であった。西カンファレンスの有力チーム同士の熱い第1試合では、両チームが相手から決定的なリードを奪おうとしており、最終的にスパーズがそれを得たのだが、それは偶然によるものであった。競っていた試合中、トニー・パーカーとスティーブ・ナッシュが頭同士で衝突した。ナッシュの鼻に沿って、大きな傷口が開き、医療スタッフは懸命に治療を行ったものの出血を止めることは叶わなかった。ナッシュは最後の45秒間コートに立つことはできず、スパーズがサンズに111対106で勝利するのをじっと見つめていることを余儀なくされた。第2試合は、サンズは持ち直し、スパーズを101対81で一蹴した。第2試合の後、サンズのセンターであるアマーレ・スタウダマイアーは、スパーズを汚いチームと批判した。第3試合は、サンアントニオに移動し、再び接触プレーが注目されることとなった。エマニュエル・ジノビリは目を傷つけ出血し、ナッシュは、ブルース・ボーエンに足の付け根を膝で蹴られた。しかし、スパーズの柱たるティム・ダンカンは動じず、スパーズが108対101で勝利した。このゲームは点差ほどの接戦ではなかった。
第4・第5試合はシリーズの中で最も議論を呼んだ試合となった。スパーズは、第4試合の第4クォーターで11点リードの余裕を持っていたが、その差はやがて縮まり、逆にサンズの2点のリードとなった。18秒を残した段階で、ロバート・オーリーは、全世界の注目を浴びることとなったが、それはスティーブ・ナッシュをスコアラーのテーブルに突き飛ばすという行為によるもので、チームの勝利には繋がらなかった。ナッシュのチームメートは、諍いのなか彼を守ろうと飛び出し、サンズのスタウダマイアーとボリス・ディアウはベンチを離れ口論に加わろうとした。これは、NBAではルール違反であり、リーグ・コミッショナーであるデービッド・スターンは、2人を第5試合の出場停止との決定をして、議論を呼んだ（オーリーは、ナッシュに対する悪質なファールにより2試合の出場停止処分を受けた）。第5試合を振り返れば、メンバーを欠いたサンズは、序盤にはスパーズに対し16点のリードをしたものの、第4試合とは逆に、スパーズが終盤逆襲し、最後の数秒で88対85として勝利を収め、サンアントニオはシリーズ3勝2敗とした。
スパーズは、第6試合を114対106で勝利し、1999年以降で5回目となる西カンファレンス決勝への出場を果たした。サンアントニオはその後、ユタ・ジャズを5試合で簡単に破り、4回目となるNBAファイナル出場を決めた。

### クリーブランド・キャバリアーズ
キャバリアーズは2年連続でシーズン50勝32敗の成績を残し、東カンファレンスの第2シードとして2007年のNBAプレーオフに進出した。昨年のプレーオフ同様、キャブスはワシントン・ウィザーズ相手にホームコート・アドバンテージを有していた。ウィザーズの主力ギルバート・アリーナスとキャロン・バトラーの2人をシーズン終盤の怪我で欠いたこともあって、キャブスがウィザーズを4連勝で破った。プレーオフ2回戦では、キャブスはニュージャージー・ネッツと対戦した。キャブスはここでもホームコート・アドバンテージを有し、6試合でシリーズを制した。キャブスがNBAカンファレンスファイナルに進出したのは、これでまだ史上3回目であり、今回キャブスが対戦することとなったのは同地区の因縁深い相手であった。東カンファレンス第1シードであるデトロイト・ピストンズは、ホームコート・アドバンテージを有してキャブスを待ち構えていた。昨年キャブスをプレーオフの2回戦で破ったのは、このデトロイトであった。前年7戦に及ぶシリーズを戦った後のシーズンでの対戦に期待は高まり、2チームは期待を裏切らなかった。
最初の2試合は接戦で、いずれの試合も76-79のスコアでクリーブランドが破れた。0勝2敗となってから脚光を浴びたのは、クリーブランドとレブロン・ジェームズであった。この後も激戦が繰り広げられることとなり、キャブスはホームでの2試合をそれぞれ、88対82、91対87で勝利した。第5試合はデトロイトに戻り、NBA史上でも有数の熱戦を繰り広げた。6分14秒を残しチームが79対78の1点リードの状況になってからは、レブロンが1人で得点を重ねるマシンと化した。最後の12点のうちの11点はレブロンが取り、第4クォーターが終わった時点では91対91の同点であった。1回目の延長戦では、レブロンはキャバリアーズの得点の全てとなる9点を1人で取り、1回目の延長は100対100と再び同点で終了した。2回目の延長戦でも、レブロンは再びチームの9得点全てを取り、最後の30点のうち驚異的な29点を挙げ、その中には25点連続得点が含まれている。これによって、クリーブランドは、この試合に109対107で勝利した。キャバリアーズはホームでの第6試合でピストンズを破り、東カンファレンス決勝を制して、チーム史上初めてNBAファイナルへの進出した。クリーブランドはカンファレンス決勝で0勝2敗から7戦制のシリーズを制したNBA史上3つ目のチームとなった。

### レギュラーシーズンでの対戦
クリーブランド・キャバリアーズがレギュラーシーズンの2戦ともに勝利している。 
| 2006年11月3日 |

|  |

| クリーブランド・キャバリアーズ 88, サンアントニオ・スパーズ 81 |

| 2007年1月2日 |

|  |

| サンアントニオ・スパーズ 78, クリーブランド・キャバリアーズ 82 |

## 対戦形式
NBAファイナルは、どちらのチームのホームコートで対戦するかについて、2試合-3試合-2試合というフォーマットを用いている。最初の2試合と最後の2試合は、ホームコート・アドバンテージを有しているチームのホームで行う。NBAでは、他のフォーマットも試行した上で、1985年からファイナルについて、この元からのフォーマットを用いることに戻した。現在でも他のプレーオフのシリーズは、2試合-2試合-1試合-1試合-1試合というホームコートの配分を用いている。
7戦制のプレーオフは、西カンファレンスのチャンピオンであるサンアントニオ・スパーズの本拠地でクリーブランド・キャバリアーズを迎えて、2007年6月7日に開幕した。スパーズはレギュラーシーズンのチーム勝敗成績で上回っていることからホームコート・アドバンテージを有している。

## プレーオフ出場選手
| サンアントニオ・スパーズ 2007ファイナル選手リスト |    |                              |                               |                                                      |
| SG                                                | 17 | アメリカ合衆国の旗           | ブレント・バリー              | (オレゴン州立)                                       |
| PF                                                | 15 | アメリカ合衆国の旗           | マット・ボナー                | (フロリダ)                                           |
| SF                                                | 12 | アメリカ合衆国の旗           | ブルース・ボウエン            | (カリフォルニア州立フラートン)                       |
| PF/C                                              | 45 | アメリカ合衆国の旗           | ジャッキー・バトラー          | (コースタル・クリスチャン・アカデミー・ヴァージニア) |
| PF                                                | 21 | アメリカ領ヴァージン諸島の旗 | ティム・ダンカン - キャプテン | (ウェイク・フォレスト)                               |
| C                                                 | 16 | オランダの旗                 | フランシスコ・エルソン        | (カリフォルニア)                                     |
| PF/C                                              | 2  | アメリカ合衆国の旗           | メルヴィン・イーライ          | (フレズノ州立)                                       |
| SG/SF                                             | 4  | アメリカ合衆国の旗           | マイケル・フィンリー          | (ウィスコンシン)                                     |
| SG                                                | 20 | アルゼンチンの旗             | エマニュエル・ジノビリ        | (アルゼンチン)                                       |
| PF                                                | 5  | アメリカ合衆国の旗           | ロバート・オーリー            | (アラバマ)                                           |
| PF/C                                              | 7  | アルゼンチンの旗             | ファブリシオ・オベルト        | (アルゼンチン)                                       |
| PG                                                | 9  | フランスの旗                 | トニー・パーカー              | (フランス)                                           |
| PG                                                | 14 | スロベニアの旗               | ベノ・ウードリカ              | (スロベニア)                                         |
| PG                                                | 11 | アメリカ合衆国の旗           | ジャック・ヴォーン            | (カンザス)                                           |
| G/F                                               | 33 | アメリカ合衆国の旗           | ジェームズ・ホワイト          | (シンシナティ)                                       |

| クリーブランド・キャバリアーズ 2007ファイナル選手リスト |    |                    |                                   |                                                           |
| PG                                                      | 32 | アメリカ合衆国の旗 | ラリー・ヒューズ                  | (セントルイス)                                            |
| PF                                                      | 90 | アメリカ合衆国の旗 | ドリュー・グッデン                | (カンザス)                                                |
| C                                                       | 11 | リトアニアの旗     | ジードルナス・イルガスカス        | (リトアニア)                                              |
| SF/SG                                                   | 3  | セルビアの旗       | サーシャ・パブロビッチ            | (セルビア)                                                |
| SF                                                      | 23 | アメリカ合衆国の旗 | レブロン・ジェームズ - キャプテン | (セント・ヴィンセント・メアリー高, アクロン (オハイオ州)) |
| PG                                                      | 19 | アメリカ合衆国の旗 | デイモン・ジョーンズ              | (ヒューストン)                                            |
| PF/C                                                    | 27 | アメリカ合衆国の旗 | ドウェイン・ジョーンズ            | (セント・ジョセフ)                                        |
| PG/SG                                                   | 1  | アメリカ合衆国の旗 | ダニエル・ギブソン                | (テキサス)                                                |
| SF/PF                                                   | 24 | アメリカ合衆国の旗 | ドニエル・マーシャル              | (コネチカット)                                            |
| SF                                                      | 14 | アメリカ合衆国の旗 | アイラ・ニューブル                | (マイアミ (オハイオ州))                                   |
| PF/C                                                    | 31 | アメリカ合衆国の旗 | スコット・ポラード                | (カンザス)                                                |
| PG                                                      | 20 | アメリカ合衆国の旗 | エリック・スノウ - キャプテン     | (ミシガン州立)                                            |
| PF/C                                                    | 17 | ブラジルの旗       | アンダーソン・ヴァレジャオ        | (ブラジル)                                                |
| SG/PG                                                   | 4  | アメリカ合衆国の旗 | デイビッド・ウェズリー            | (ベイラー)                                                |

## 試合日程
| 2007年6月7日 東部時間夜9時 |

|  |

| クリーブランド・キャバリアーズ 76, サンアントニオ・スパーズ 85 |

| 2007年6月10日 東部時間夜9時 |

|  |

| クリーブランド・キャバリアーズ 92, サンアントニオ・スパーズ 103 |

| 2007年6月12日 東部時間夜9時 |

|  |

| サンアントニオ・スパーズ 75, クリーブランド・キャバリアーズ 72 |

| 2007年6月14日 東部時間夜9時 |

|  |

| サンアントニオ・スパーズ 83, クリーブランド・キャバリアーズ 82 |